# Ättetorpskyrkan
Ättetorpskyrkan är en kyrkobyggnad i Åby i Linköpings stift. Den är församlingskyrka i Kolmårdens församling.

## Kyrkobyggnaden
Kyrkobyggnaden uppfördes 1962 i uppförd i terrakottarött tegel och ritades av Kurt von Schmalensee.
Ättetorps kyrka byggdes för att möta det krav som en ökad befolkning ställde. Tidigare hade det bara funnits ett församlingshus, men i takt med att Åby fick en större befolkning blev detta för litet. Kyrkogården vid Åbymo hade funnits sedan 1918, och den nya kyrkan byggdes i anslutning till kyrkogården. Arkitekten till kyrkan var Kurt von Schmalensee. Han var stadsarkitekt i Norrköping 1929–1961 och var känd för att använda den funktionalistiska stilen på byggnaderna.
Inne i kyrkorummet är inredningen modern. Prästen talar från en talarstol, en så kallad ambo. Målningarna på fönstren är gjorda av den tjeckisk-svenske konstnären Jan Brazda som även dekorerat Krokeks kyrka.
Ättetorpskyrkan ligger i Kolmårdens församling. Gudstjänst hålls varannan söndag.
På andra sidan Borgiavägen ligger Ättetorps kyrkogård. Den anlades 1918 och tio år senare uppfördes ett gravkapell. Genom en insamling samlades medel ihop för en klockstapel som uppfördes 1938 till en kostnad av 7 000 kronor.

## Orgel
År 1979 byggde Åkerman & Lund Orgelbyggeri AB en mekanisk orgel.
| Manual I      | Manual II      | Manual I/Manual II | Pedal C-f1 | Koppel |  |
| Suavial 8’    | Rörflöjt 8’    | Gamba 8'           | Subbas 16’ | I/P    |  |
| Principal 4’  | Flöjt 4’       | Gedacktflöt 4'     | Borduna 8' | II/P   |  |
| Tvärflöjt 2’  | Kvinta 1 1/3’  |                    |            | II/I   |  |
| Mixtur 3 chor | Cornett 3 chor |                    |            |        |  |
|               | Oboe 8'        |                    |            |        |  |